# Мелвуд (Мериленд)
Мелвуд (енгл. Melwood) насељено је место без административног статуса у америчкој савезној држави Мериленд.

## Демографија
По попису из 2010. године број становника је 3.051.
| Група             | 2000.    | 2010.         |
| Белци             | 0 (0,0%) | 741 (24,3%)   |
| Афроамериканци    | 0 (0,0%) | 2.004 (65,7%) |
| Азијати           | 0 (0,0%) | 46 (1,5%)     |
| Хиспаноамериканци | 0 (0,0%) | 205 (6,7%)    |
| Укупно            | 0        | 3.051         |